# L'ospite inatteso (film 2007)
L'ospite inatteso (The Visitor) è un film del 2007 diretto da Tom McCarthy. Il film è un racconto agrodolce di amicizia ed immigrazione nell'America post-11 settembre.
Per la sua interpretazione il protagonista Richard Jenkins, noto soprattutto come caratterista, ha ricevuto una nomination ai premi Oscar 2009 nella categoria miglior attore protagonista.

## Trama
Dopo aver perso la moglie da cinque anni, il professor Walter Vale vive un'esistenza monotona e noiosa, dove nemmeno l'insegnamento sembra più stimolarlo. Per sostituire una collega si reca, controvoglia, ad una conferenza a New York, ma una volta arrivato in città scopre che l'appartamento di sua proprietà è occupato da una coppia di immigrati clandestini: la senegalese Zainab ed il siriano Tarek. Invece di cacciarli, decide di ospitarli, instaurando in breve tempo un profondo rapporto di amicizia con Tarek.
Tarek trasmette a Walter l'amore per le percussioni, permettendogli in pochissimo tempo di impratichirsi col djembe. Proprio mentre è insieme a Walter, Tarek viene fermato dalla polizia per futili motivi e trattenuto. I timori di Zainab si avverano: per clandestini come loro i nodi vengono presto al pettine. Tarek, per giunta, ha sul proprio conto un ordine di espulsione, perciò la sua detenzione nel centro per clandestini in attesa di giudizio del Queens è assolutamente precaria.
Walter segue tutta la vicenda con molta apprensione. Ingaggia un avvocato specializzato in problemi di immigrazione e trascura il suo lavoro, trattenendosi a New York oltre il consentito, con il solo scopo di venire a capo di questa intricata situazione. Quando poi a New York giunge dal Michigan Mouna, la mamma di Tarek, la battaglia di Walter trova ulteriore vigore. La forza e la determinazione della donna, anche lei vedova, affascinano Walter che riesamina così tutta la sua vita presente. Obbligato a tornare nel Connecticut per occuparsi del suo lavoro, in realtà non fa che liberarsi da tutti i legami per poter essere il prima possibile a New York a combattere la sua battaglia accanto a Mouna.
Tarek però viene espulso e a Mouna non rimane altro che tornare definitivamente in Siria, chiudendo amaramente la parentesi americana, anche per colpe sue, visto che fu lei a celare al figlio l'arrivo dell'ordine di espulsione. Con Walter è un dolce addio. Lei dovrà rifarsi una vita in un Paese abbandonato da venti anni, mentre lui, dopo un lungo letargo, è finalmente tornato a vivere.

## Distribuzione
Il film è stato presentato in anteprima al Toronto International Film Festival il 7 settembre 2007 e distribuito nelle sale statunitensi l'11 aprile 2008. In Italia il film è stato distribuito nelle sale dal 5 dicembre 2008, prima pellicola, unitamente al film svedese Lasciami entrare, ad essere distribuita dalla Bolero Film.

## Riconoscimenti
- Independent Spirit Awards 2009
  - miglior regista
- Satellite Awards 2008
  - miglior attore in un film drammatico
  - miglior sceneggiatura originale
- Festival del cinema americano di Deauville 2008
  - Grand Prix